# John W. Weeks
Pour les articles homonymes, voir Weeks.
Ne doit pas être confondu avec John Weeks.
 (juin 2024).
John Wingate Weeks, né le 11 avril 1860 à Lancaster (New Hampshire) et mort le 12 juillet 1926 au même endroit, est un homme politique américain. Membre du Parti républicain, il est représentant du Massachusetts entre 1905 et 1913, sénateur du même État entre 1913 et 1919 puis secrétaire à la Guerre entre 1921 et 1925 dans l'administration du président Warren G. Harding puis dans celle de son successeur Calvin Coolidge.

## Source
- (en) Cet article est partiellement ou en totalité issu de l’article de Wikipédia en anglais intitulé « John W. Weeks » (voir la liste des auteurs).